# Гонгадзе, Георгий Русланович
Гео́ргий Русла́нович Гонга́дзе (груз. გიორგი რუსლანის ძე ღონღაძე; 21 мая 1969 — 16 сентября 2000) — украинский журналист грузинского происхождения, основатель и первый главный редактор интернет-издания «Украинская правда». Герой Украины (2005, посмертно).
Обстоятельства его смерти в 2000 году стали национальной драмой и поводом для протестов против тогдашнего президента Украины Леонида Кучмы. Во время кассетного скандала были опубликованы аудиозаписи, на которых Кучма, Владимир Литвин и другие высокопоставленные чиновники якобы обсуждают необходимость заставить замолчать Гонгадзе из-за его интернет-статей о коррупции на высоком уровне. Никому не были предъявлены обвинения в отдаче приказа убить Гонгадзе.
23 августа 2005 года президент Украины Виктор Ющенко посмертно присвоил Гонгадзе звание Героя Украины.

## Биография
Родился 21 мая 1969 года в Тбилиси в семье грузинского архитектора Руслана Гонгадзе (1944—1993) и львовянки стоматолога (Леси) Александры Теодоровны Гонгадзе (урождённой Корчак) (1945—2013).
После окончания школы поступил на вечернее отделение факультета романо-германской филологии Тбилисского университета.
В 1987—1989 годах проходил службу в Афганистане. После увольнения в запас вернулся в Тбилиси, в котором в апреле 1989 года были жёстко подавлены массовые протесты. По примеру отца (лидера одной из национал-демократических партий) погрузился в общественно-политическую работу; возглавил информационный отдел Народного фронта Грузии.
Осенью 1989 года переехал во Львов, перевёлся на факультет иностранных языков Львовского государственного университета имени Франко, активно включился в общественно-политическую жизнь города (НРУ, Студенческое братство, создал во Львове Грузинский культурный центр Багратиони). Женился на львовянке Марьяне Спыхальской, но этот брак продлился недолго.
В это время президент Грузии Звиад Гамсахурдия начал преследование политических оппонентов, в число которых попал и Руслан Гонгадзе. Когда в 1991 году в Тбилиси начался антиправительственный мятеж, Георгий вернулся на родину и присоединился к повстанцам.
После победы восстания вернулся во Львов, начал заниматься кинодокументалистикой, познакомился со студенткой юрфака ЛНУ Мирославой Петришин, которая в 1995 году стала его женой. В 1997 году у них родились дочери-близнецы Нонна и Саломея (Нани и Саломе).
В 1993 году, вскоре после смерти отца, Георгий прибыл в Грузию с намерением снять документальный фильм о войне в Абхазии (1992—1993). Попав на линию фронта, присоединился к грузинской армии. Во время одного из обстрелов был тяжело ранен, его вывезли из окруженного Сухуми самолётом под зенитным обстрелом за несколько дней до захвата города абхазскими вооружёнными силами.
В 1993—1994 годах был главным режиссёром творческого объединения «Центр Европы» (на львовском телевидении выходила его программа «Монитор»), сотрудничал с газетой «Пост-Поступ». В этот период создал документальные фильмы «Боль земли» (1993), «Тени войны» (1994), «Колыбель» (1995), «Хранители мечты» (1996) (некоторые из них в то время демонстрировались в эфире украинского телевидения).
В 1995 году Георгий и Мирослава переехали в Киев, начали работать на телевидении (ММЦ «Интерньюз», программа «Параграф», 1995).
В 1996—1997 годах Георгий работал ведущим телепрограммы «Окна-Плюс» на СТБ. В начале 1998 года был ведущим программы «Мой» (телерадиокомпания «Гравис»). В 1998—1999 годах был фактически безработным. С 1 октября 1999 года (во время президентской избирательной кампании) начал вести ежедневную информационную программу «Первый тур с Георгием Гонгадзе» в прямом эфире радиостанции «Континент».
17 апреля 2000 года в Интернете появилось издание «Украинская правда», основанное Георгием Гонгадзе. В нём, среди прочих, публиковались критические материалы о Леониде Кучме и его окружении.

## Похищение и убийство
В конце июня 2000 года Гонгадзе заметил за собой негласное наблюдение. В частности, неизвестные лица сопровождали его на автомобиле «Жигули». Этот автомобиль утром ожидал Георгия возле его дома, а вечером — возле работы. 14 июля 2000 года Гонгадзе официально обратился с письмом к генеральному прокурору Михаилу Потебенько, в котором изложил факты о слежке за ним сотрудниками милиции и неизвестными лицами.
16 сентября 2000 года около 22:30 Георгий Гонгадзе ушёл от соосновательницы «Украинской правды» коллеги Алёны Притулы, но дома так и не появился. 2 ноября в лесу возле Таращи был обнаружен обезглавленный труп. Жена и друзья официально признали в нём Георгия, также идентичность была подтверждена несколькими экспертизами. Мать журналиста Леся Гонгадзе отказывалась признавать, что найденные останки принадлежат её сыну.
28 ноября 2000 года на заседании парламента лидер Социалистической партии Украины Александр Мороз заявил, что располагает аудиозаписями, которые указывают на причастность высшего руководства Украины к убийству Гонгадзе. Эти записи сделаны сотрудником президентской службы охраны майором Николаем Мельниченко. Собрал доказательства о причастности Пукача к убийству Гонгадзе и участвовал в его аресте следователь Юрий Столярчук, который входил в следственно-оперативную группу по расследованию этого резонансного убийства. Именно в кабинете Столярчука впервые задержали Пукача. Это произошло в октябре 2003 года. Тогда Пукачу инкриминировали уничтожение документов службы внешнего наблюдения, которая следила за Гонгадзе.
Ещё до ареста Пукача бывший подполковник УБОП Киева Игорь Гончаров, обвинявшийся в 11 убийствах как главарь банды «оборотней в погонах», пытался возложить вину в убийстве Гонгадзе на своего подручного Юрия Нестерова, который на допросах и выдал банду. Гончаров даже написал письма, которые приказал разослать по общественным инстанциям в случае своей смерти, что было сделано после 1 августа 2003 года, когда Гончаров умер при загадочных обстоятельствах — пресса заподозрила вмешательство спецслужб. Однако заместитель генерального прокурора Виктор Шокин после проверки писем установил, что показания Гончарова не соответствуют реально установленным фактам.
Три бывших сотрудника Департамента внешнего наблюдения и уголовной разведки МВД (Валерий Костенко, Николай Протасов и Александр Попович) были обвинены в убийстве Гонгадзе в марте 2005 года и четвёртый (Алексей Пукач, бывший начальник главного управления уголовного розыска МВД) в июле 2009 года. В марте 2008 года суд приговорил Протасова к 13 годам лишения свободы, а Костенко и Поповича — к 12. Печерский районный суд Киева 29 января 2013 года признал бывшего генерала МВД Украины Алексея Пукача виновным в убийстве в 2000 году известного украинского журналиста Георгия Гонгадзе и приговорил его к пожизненному лишению свободы.
22 марта 2016 года в Киеве состоялась церемония захоронения тела Георгия Гонгадзе в церкви Николая Набережного.

## Увековечение памяти

Памятник Г. Гонгадзе в Киеве

- 23 августа 2005 года Указом Виктора Ющенко Георгию Гонгадзе было посмертно присуждено звание Героя Украины с удостаиванием ордена Державы[8] (за самоотверженное служение украинскому народу, гражданское мужество, проявленное в отстаивании идеалов демократии и свободы слова, верность журналистскому делу).
- 19 апреля 2006 года имя Георгия Гонгадзе было присвоено Машиностроительной улице города Киева.
- 9 февраля 2007 года Машиностроительной улице вернули её старое название, а в честь Георгия Гонгадзе переименовали проспект Советской Украины.
- 22 декабря 2008 года в Киеве в сквере на улице Большой Васильковской (Красноармейской) был открыт памятник Георгию Гонгадзе и журналистам, погибшим за свободу слова. Мать журналиста была против установки памятника[9].
- Журналисту присвоили звание почётного гражданина Киева[9].
- Его именем названа общеобразовательная школа № 329 «Логос» в городе Киеве.
- В городе Николаеве в ходе декоммунизации 2014 года в честь Гонгадзе переименована улица Парижской коммуны[10].

## Семья
В апреле 2025 его дочь Нана вышла замуж. В том же году объявила о помолвке с политическим аналитиком Дагласом Клайном вторая дочь Гонгадзе Соломия (Саломе). 